# Coupe de la confédération 2005
Navigation
Édition précédente Édition suivante
La Coupe de la confédération 2005 est la deuxième édition de la Coupe de la confédération. Les meilleures équipes non qualifiées pour la Ligue des champions de la CAF et les vainqueurs des coupes nationales participent à cette compétition.
Cette édition voit le sacre du club marocain du FAR de Rabat qui bat les Nigérians de Dolphin FC. Comme lors de l'édition précédente, les finalistes ont tous deux été repêchés de la Ligue des champions de la CAF 2005. C'est le premier succès d'un club marocain dans cette compétition.

## Tour préliminaire
| Équipe 1                       | Résultat      | Équipe 2                             | Aller | Retour |
| ------------------------------ | ------------- | ------------------------------------ | ----- | ------ |
| Mogas 90                       | 2 - 3         | AS Douane                            | 1 - 3 | 1 - 0  |
| Dakar Université Club          | 1 - 1 1-3 tab | COD Meknès                           | 1 - 0 | 0 - 1  |
| forfait Armed Forces FC        | -             | Club industriel de Kamsar            | -     | -      |
| AS Nianan                      | 1 - 2         | OC Khouribga                         | 1 - 1 | 0 - 1  |
| King Faisal Babies             | -             | Représentant du Sierra Leone forfait | -     | -      |
| forfait Hearts of Lions Kpando | -             | ASAC Concorde                        | -     | -      |
| Sony Elá Nguema                | 1e - 1        | Munisport Pointe-Noire               | 0 - 0 | 1 - 1  |
| CS Cilu                        | 8 - 0         | CO Bouaflé                           | 5 - 0 | 3 - 0  |
| ASF Bobo-Dioulasso             | 3 - 4         | Al Ittihad Tripoli                   | 3 - 0 | 0 - 4  |
| Gazelle Football Club          | 3 - 3e        | FC 105 Libreville                    | 3 - 1 | 0 - 2  |
| Botswana Defence Force XI      | 4 - 2         | Atlético Petróleos do Namibe         | 3 - 1 | 1 - 1  |
| Savanne SC                     | 2 - 4         | Red Star FC                          | 2 - 0 | 0 - 4  |
| Kipanga FC                     | 1 - 2         | Kampala City Council                 | 1 - 1 | 0 - 1  |
| Green Buffaloes                | 2 - 3         | APR FC                               | 1 - 0 | 1 - 3  |
| Ferroviario Maputo             | -             | Wankie FC forfait                    | -     | -      |
| USCA Foot                      | 4 - 2         | Prisons SC                           | 4 - 1 | 0 - 1  |
| Banks Sports Club              | -             | Chemelil Sugar forfait               | -     | -      |

## Premier tour
| Équipe 1                  | Résultat | Équipe 2             | Aller | Retour |
| ------------------------- | -------- | -------------------- | ----- | ------ |
| AS Douane                 | 1 - 3    | Stella Club d'Adjamé | 1 - 0 | 0 - 3  |
| COD Meknès                | 0 - 3    | AS Marsa             | 0 - 1 | 0 - 2  |
| Club industriel de Kamsar | 2 - 4    | Bendel Insurance     | 1 - 1 | 1 - 3  |
| King Faisal Babies        | 4 - 1    | ASEC Ndiambour       | 3 - 0 | 1 - 1  |
| OC Khouribga              | 2 - 4    | MC Oran              | 2 - 0 | 0 - 4  |
| ASAC Concorde             | 0 - 2    | Bamboutos Mbouda     | 0 - 0 | 0 - 2  |
| Sony Elá Nguema           | 1 - 4    | Enugu Rangers        | 0 - 1 | 1 - 3  |
| CS Cilu                   | 2 - 2e   | Union Douala         | 2 - 1 | 0 - 1  |
| Al Ittihad Tripoli        | 5 - 3    | JS Kairouan          | 3 - 0 | 2 - 3  |
| FC 105 Libreville         | 6 - 2    | Inter Luanda         | 3 - 1 | 3 - 1  |
| Botswana Defence Force XI | 1 - 2    | FC Saint Éloi Lupopo | 1 - 0 | 0 - 2  |
| Red Star FC               | 1 - 13   | Supersport United    | 1 - 4 | 0 - 9  |
| Kampala City Council      | 0 - 1    | APR FC               | 0 - 0 | 0 - 1  |
| Ferroviario Maputo        | 0 - 3    | Ismaily SC           | 0 - 1 | 0 - 2  |
| USCA Foot                 | 3 - 4    | Al Merreikh Omdurman | 3 - 1 | 0 - 3  |
| Banks Sports Club         | 1 - 3    | Al-Moqaouloun        | 0 - 0 | 1 - 3  |

## Huitièmes de finale
| Équipe 1             | Résultat      | Équipe 2           | Aller | Retour |
| -------------------- | ------------- | ------------------ | ----- | ------ |
| Stella Club d'Adjamé | 1 - 2         | AS Marsa           | 1 - 0 | 0 - 2  |
| Bendel Insurance     | 0 - 1         | King Faisal Babies | 0 - 0 | 0 - 1  |
| MC Oran              | 2 - 2e        | Bamboutos Mbouda   | 2 - 1 | 0 - 1  |
| Enugu Rangers        | 3 - 2         | Union Douala       | 3 - 1 | 0 - 1  |
| Al Ittihad Tripoli   | 3 - 3e        | FC 105 Libreville  | 3 - 1 | 0 - 2  |
| FC Saint Éloi Lupopo | 2 - 2 2-3 tab | Supersport United  | 2 - 0 | 0 - 2  |
| forfait APR FC       | -             | Ismaily SC         | -     | -      |
| Al Merreikh Omdurman | 3 - 4         | Al-Moqaouloun      | 3 - 1 | 0 - 3  |

## Tour intermédiaire
Les huit équipes qualifiées rencontrent les huit repêchés de la Ligue des champions (qui sont indiqués en italique). 
| Équipe 1              | Résultat      | Équipe 2           | Aller | Retour |
| --------------------- | ------------- | ------------------ | ----- | ------ |
| Fello Star            | 4 - 0         | Bamboutos Mbouda   | 1 - 0 | 3 - 0  |
| USM Alger             | 2 - 2 4-5 tab | AS Marsa           | 1 - 1 | 1 - 1  |
| Africa Sports         | 0 - 3         | Al-Moqaouloun      | 0 - 0 | 0 - 3  |
| Dolphin FC            | 6 - 3         | Supersport United  | 4 - 1 | 2 - 2  |
| AS FAR                | 2e - 2        | Enugu Rangers      | 1 - 0 | 1 - 2  |
| Red Arrows FC         | 3 - 4         | King Faisal Babies | 1 - 1 | 2 - 3  |
| AS Aviação            | 2 - 3         | FC 105 Libreville  | 1 - 1 | 1 - 2  |
| forfait Kaizer Chiefs | -             | Ismaily SC         | -     | -      |

## Phase de poules
Les huit formations qualifiées sont réparties en deux poules de quatre équipes, qui se rencontrent deux fois, à domicile et à l'extérieur. Le premier de chaque groupe se qualifie pour la finale.

### Groupe A
| Rang | Équipe             | Pts | J | G | N | P | Bp | Bc | Diff |  | Résultats (▼ dom., ► ext.) | FAR | Kin | Mar | Fel |
| ---- | ------------------ | --- | - | - | - | - | -- | -- | ---- |  | -------------------------- | --- | --- | --- | --- |
| 1    | AS FAR             | 16  | 6 | 5 | 1 | 0 | 7  | 2  | +5   |  | AS FAR                     |     | 2-1 | 1-0 | 1-0 |
| 2    | King Faisal Babies | 12  | 6 | 4 | 0 | 2 | 9  | 5  | +4   |  | King Faisal Babies         | 1-2 |     | 1-0 | 2-0 |
| 3    | AS Marsa           | 7   | 6 | 2 | 1 | 3 | 6  | 6  | 0    |  | AS Marsa                   | 0-0 | 1-2 |     | 3-1 |
| 4    | Fello Star         | 3   | 6 | 0 | 0 | 6 | 2  | 11 | -9   |  | Fello Star                 | 0-1 | 0-1 | 1-2 |     |

### Groupe B
| Rang | Équipe            | Pts | J | G | N | P | Bp | Bc | Diff |  | Résultats (▼ dom., ► ext.) | Dol | Ism | Mok | Lib |
| ---- | ----------------- | --- | - | - | - | - | -- | -- | ---- |  | -------------------------- | --- | --- | --- | --- |
| 1    | Dolphin FC        | 14  | 6 | 4 | 2 | 0 | 10 | 4  | +6   |  | Dolphin FC                 |     | 0-0 | 2-1 | 3-0 |
| 2    | Ismaily SC        | 11  | 6 | 3 | 2 | 1 | 11 | 4  | +7   |  | Ismaily SC                 | 1-1 |     | 0-1 | 6-0 |
| 3    | Al-Moqaouloun     | 6   | 6 | 2 | 0 | 4 | 6  | 8  | -2   |  | Al-Moqaouloun              | 0-1 | 2-3 |     | 2-1 |
| 4    | FC 105 Libreville | 3   | 6 | 1 | 0 | 5 | 4  | 15 | -11  |  | FC 105 Libreville          | 2-3 | 0-1 | 1-0 |     |

## Finale
| Équipe 1   | Résultat | Équipe 2 | Aller | Retour |
| ---------- | -------- | -------- | ----- | ------ |
| Dolphin FC | 1 - 3    | AS FAR   | 1 - 0 | 0 - 3  |

## Vainqueur
| Coupe de la confédération Vainqueur 2005                     |
| ------------------------------------------------------------ |
| Association sportive des Forces armées royales Premier titre |